# Gephyrothuria
Gephyrothuria is een geslacht van zeekomkommers, en het typegeslacht van de familie Gephyrothuriidae.

## Soorten
- Gephyrothuria alcocki Koehler & Vaney, 1905